# Acanthothrips folsomi
Acanthothrips folsomi är en insektsart som först beskrevs av Ian A. Hood 1933.  Acanthothrips folsomi ingår i släktet Acanthothrips och familjen rörtripsar. Inga underarter finns listade i Catalogue of Life.